# Temporada 1990-91 de los Miami Heat
La temporada 1990-91 fue la tercera de los Miami Heat en la NBA. La temporada regular acabó con 24 victorias y 58 derrotas, ocupando el decimocuarto y último puesto de la conferencia Este, no logrando clasificarse para los playoffs.

## Elecciones en elDraft
| Ronda | Puesto | Jugador       | Posición  | Nacionalidad   | Universidad |
| ----- | ------ | ------------- | --------- | -------------- | ----------- |
| 1     | 9      | Willie Burton | Alero     | Estados Unidos | Minnesota   |
| 1     | 15     | Dave Jamerson | Escolta   | Estados Unidos | Ohio        |
| 2     | 30     | Carl Herrera  | Ala-Pívot | Venezuela      | Houston     |

## Temporada regular
| División Atlántico   | División Atlántico | División Atlántico | División Atlántico | División Atlántico | División Atlántico | División Atlántico | División Atlántico | División Atlántico |
| Equipo               | G                  | P                  | %                  | PD                 | Casa               | Fuera              | Div                |                    |
| -------------------- | ------------------ | ------------------ | ------------------ | ------------------ | ------------------ | ------------------ | ------------------ | ------------------ |
| y-Boston Celtics     | 56                 | 26                 | .683               | —                  | 35–6               | 21–20              | 20-6               |                    |
| x-Philadelphia 76ers | 44                 | 38                 | .537               | 12                 | 29-12              | 15-26              | 14-12              |                    |
| x-New York Knicks    | 39                 | 43                 | .476               | 17                 | 21-20              | 18-23              | 17–9               |                    |
| Washington Bullets   | 30                 | 52                 | .366               | 26                 | 21-20              | 9-32               | 10-16              |                    |
| New Jersey Nets      | 26                 | 56                 | .317               | 30                 | 20-21              | 6–35               | 8-18               |                    |
| Miami Heat           | 24                 | 58                 | .293               | 32                 | 18-23              | 6-35               | 9-17               |                    |

## Estadísticas
| Rk | Jugador         | Edad | P  | PT | MP   | TC  | TCI  | %TC  | T3  | T3I | %T3  | TL  | TLI | %TL   | RO  | RD  | RT   | AS  | RB  | TAP | BP  | FP  | PTS  |
| -- | --------------- | ---- | -- | -- | ---- | --- | ---- | ---- | --- | --- | ---- | --- | --- | ----- | --- | --- | ---- | --- | --- | --- | --- | --- | ---- |
| 1  | Sherman Douglas | 24   | 73 | 73 | 35.1 | 7.3 | 14.5 | .504 | 0.1 | 0.4 | .129 | 3.9 | 5.7 | .686  | 1.1 | 1.8 | 2.9  | 8.5 | 1.7 | 0.1 | 3.7 | 2.4 | 18.5 |
| 2  | Glen Rice       | 23   | 77 | 77 | 34.4 | 7.1 | 15.5 | .461 | 0.9 | 2.4 | .386 | 2.2 | 2.7 | .818  | 1.1 | 3.8 | 4.9  | 2.5 | 1.3 | 0.3 | 2.2 | 2.8 | 17.4 |
| 3  | Rony Seikaly    | 25   | 64 | 59 | 33.9 | 6.2 | 12.8 | .481 | 0.0 | 0.1 | .333 | 4.0 | 6.5 | .619  | 3.2 | 7.8 | 11.1 | 1.5 | 0.8 | 1.3 | 3.2 | 3.3 | 16.4 |
| 4  | Grant Long      | 24   | 80 | 66 | 31.4 | 3.5 | 7.0  | .492 | 0.0 | 0.1 | .167 | 2.3 | 2.9 | .787  | 2.8 | 4.3 | 7.1  | 2.2 | 1.5 | 0.5 | 2.0 | 3.7 | 9.2  |
| 5  | Willie Burton   | 22   | 76 | 26 | 25.4 | 4.5 | 10.2 | .441 | 0.1 | 0.4 | .133 | 3.0 | 3.9 | .782  | 1.5 | 2.0 | 3.4  | 1.4 | 0.9 | 0.3 | 1.9 | 3.6 | 12.0 |
| 6  | Kevin Edwards   | 25   | 79 | 16 | 25.3 | 4.8 | 11.7 | .410 | 0.3 | 1.1 | .286 | 2.2 | 2.7 | .803  | 1.0 | 1.6 | 2.6  | 3.0 | 1.6 | 0.6 | 2.1 | 1.9 | 12.1 |
| 7  | Billy Thompson  | 27   | 73 | 46 | 20.3 | 2.8 | 5.6  | .499 | 0.0 | 0.1 | .000 | 1.2 | 1.7 | .718  | 1.6 | 2.6 | 4.3  | 1.5 | 0.4 | 0.7 | 1.6 | 2.2 | 6.8  |
| 8  | Terry Davis     | 23   | 55 | 17 | 18.1 | 2.1 | 4.3  | .487 | 0.0 | 0.0 | .500 | 1.3 | 2.3 | .556  | 1.9 | 2.9 | 4.8  | 0.7 | 0.3 | 0.5 | 0.7 | 2.3 | 5.5  |
| 9  | Bimbo Coles     | 22   | 82 | 9  | 16.5 | 2.0 | 4.8  | .412 | 0.1 | 0.4 | .176 | 0.9 | 1.2 | .747  | 0.7 | 1.2 | 1.9  | 2.8 | 0.8 | 0.1 | 1.2 | 1.8 | 4.9  |
| 10 | Alec Kessler    | 24   | 78 | 18 | 16.1 | 2.6 | 6.0  | .425 | 0.0 | 0.1 | .000 | 1.1 | 1.7 | .672  | 1.5 | 2.8 | 4.3  | 0.4 | 0.2 | 0.3 | 1.4 | 2.4 | 6.2  |
| 11 | Jon Sundvold    | 29   | 24 | 0  | 9.4  | 1.8 | 4.5  | .402 | 0.6 | 1.5 | .429 | 0.5 | 0.5 | 1.000 | 0.1 | 0.3 | 0.4  | 1.0 | 0.3 | 0.0 | 0.7 | 0.5 | 4.7  |
| 12 | Milt Wagner     | 27   | 13 | 1  | 8.9  | 1.8 | 4.4  | .421 | 0.5 | 1.3 | .353 | 0.7 | 0.8 | .818  | 0.0 | 0.5 | 0.5  | 1.2 | 0.2 | 0.2 | 0.9 | 1.1 | 4.8  |
| 13 | Alan Ogg        | 23   | 31 | 1  | 8.4  | 0.8 | 1.8  | .436 | 0.0 | 0.1 | .000 | 0.2 | 0.3 | .600  | 0.5 | 1.1 | 1.6  | 0.1 | 0.2 | 0.9 | 0.3 | 1.7 | 1.7  |
| 14 | Keith Askins    | 23   | 39 | 1  | 6.8  | 0.9 | 2.1  | .420 | 0.2 | 0.6 | .240 | 0.3 | 0.6 | .480  | 0.8 | 1.0 | 1.7  | 0.5 | 0.4 | 0.3 | 0.3 | 1.2 | 2.2  |

## Galardones y récords
| Jugador       | Galardón                                |
| Willie Burton | 2.º Mejor quinteto de rookies de la NBA |